# Ганс Бернд Ґізевіус
Ганс Бернд Ґізевіус (нім. Hans Bernd Gisevius; 14 липня 1904 — 23 лютого 1974) — німецький політик, державний службовець, розвідник та учасник німецького Руху Опору часів Третього Рейху.

## Життєпис

### Ранні роки
Ґустав-Адольф Тімотеус Ганс Бернд Ґізевіус народився 14 липня 1904 року в Арнсберзі, Вестфалія, в сім'ї Ганса Ґізевіуса, старшого судді адміністративного суду, та його дружини Гєдвіґи. Після закінчення середньої школи в 1924 році Ґізевіус вивчав право в Марбург-ан-дер-Лані, Берліні та Мюнхені до 1928 року, потім почав свою юридичну роботу в Берліні та отримав ступінь доктора права в 1929 році. У студентські роки Ґізевіус критично ставився до деяких представників влади Веймарської республіки. Так, він називав Генріха Брюнінга, міністра закордонних справ та федерального канцлера Веймарської республіки, шушерою. З 1928 до 1933 року Ґізевіус був адвокатом-стажистом у Берліні та Дюссельдорфі.

### Початок кар'єри
У 1929 році Ґізевіус став членом Німецької національної народної партії — націоналістичної консервативної партії. У травні 1930 року Ґізевіуса, як адвоката-стажера, перевели з Дюссельдорфу до Берліну, щоб він агітував за проведення референдуму проти Плану Юнга — другого плану репараційних виплат Німеччиною після Першої світової війни, а також, щоб він брав участь у судових процесах за позовами за наклеп проти, зокрема, Генріха Брюнінга. Ґізевіус швидко піднімався по кар'єрних сходах в Німецькій національній народній партії. Наприкінці 1931 року він був обраний до виконавчого комітету партії, ставши його наймолодшим членом. Восени 1931 року в Дюссельдорфі під керівництвом Ґізевіуса був сформований бойовий загін партії — «Німецький національний бойовий ринг» (нім. Deutschnationaler Kampfring), який він і очолив.
За твердженнями німецького правого політика Рейнгольда Кварца, Ґізевіус замислював змову проти лідера Німецької національної народної партії Альфреда Гугенберга, можливо, від бажання підштовхнути партію до більш правого напрямку. Починаючи з червня 1933 року, Ґізевіус розхитував партію, агітуючи за приєднання «Бойового рингу» до нацистів. 11 червня 1933 року газета Völkischer Beobachter повідомила під заголовком «Розпад німецького національного фронту», що член Рейхстагу Мартін Шпан, який був членом Німецької національної народної партії, і голова «Німецького національного бойового рингу» Ґізевіус перейшли на бік Адольфа Гітлера.

### Робота в Гестапо
Влітку 1933 року Ґізевіус почав службу в політичній поліції, Гестапо, в Берліні. Під час роботи у Гестапо Ґізевіус, зокрема, спостерігав за заключною фазою суду над обвинуваченими у підпалі Рейхстагу. Повернувшись із судового засідання, Ґізевіус написав доповідну записку, в якій висловив впевненість, що суд виправдає обвинувачених болгар та депутата-комуніста Ернеста Торґлера.
У Гестапо Ґізевіус запекло змагався за владу із першим керівником відомства Рудольфом Дільсом. Разом з головою виконавчого відділу прусської таємної державної поліції Артуром Небе Ґізевіус спочатку успішно інтригував проти Дільса, однак наприкінці 1933 року він зазнав поразки в боротьбі за владу. У жовтні 1933 був виписаний ордер на арешт Ґізевіуса на підставі того, що він збирав інформацію проти Гестапо. Однак ордер був скасований через зовнішнє втручання, ймовірно, з боку патрона патрона Ґізевіуса, статс-секретаря Людвіґа Ґрауерта. 15 листопада Ґізевіус подав заяву на членство в нацистській партії НСДАП. У кінці грудня 1933 року Рудольф Дільс організував звільнення Ґізевіуса з Гестапо нібито за «критику заходів фюрера та уряду».

### Робота в Міністерстві внутрішніх справ
У 1934 році Ґізевіус почав працювати у поліцейському департаменті Імперського Міністерства внутрішніх справ. У 1935 році Ґізевіус перейшов до відділу карного розшуку прусської поліції під керівництвом Артура Небе, з яким вони стали близькими друзями. Працюючи в Міністерстві внутрішніх справ, Ґізевіус завоював довіру Міністра внутрішніх справ Вільгельма Фріка, а також продовжував боротьбу проти Гестапо. Другий голова Гестапо Райнгард Гейдріх волів усунення Ґізевіуса з посади заступника голови берлінської поліції під час Олімпіади 1936 року, оскільки Ґізевіус створював труднощі для роботи Гестапо. Ґізевіус був усунений з поліції у 1936 році Генріхом Гіммлером, який очолив німецьку поліцію.

### Подальша кар'єра та приєднання до Руху Опору
З 1936 до 1939 року Ґізевіус працював у регіональній владі. Спочатку він працював у загальній адміністрації регіональної ради в Мюнстері під керівництвом Фердинанда Фрайгерра фон Люнінка, а пізніше — в регіональній раді в Потсдамі. Сюзан Штрессер пише, що завдяки своїй роботі в регіональних адміністраціях Ґізевіус набув зв'язків із критично налаштованими до режиму колами через своє знайомство, а згодом і дружбу з майбутнім генерал-майором Гансом Остером. Починаючи з 1938 року, Ґізевіус із ентузіазмом брав участь у планах перевороту.
У 1938 році, на тлі Судетської кризи, Ґізевіус брав участь у підготовці «Вересневої змови» — запланованого державного перевороту проти Адольфа Гітлера. Ще у 1937 році він пішов у неоплачувану відпустку та підтримував неофіційний контакт із Абвером, тобто розвідкою Верховного командування вермахту. Як поліцейський фахівець та експерт з внутрішньої безпеки він аналізував лояльні до системи сили для планування перевороту. Коли поступово сформувалась провідна група опору навколо генерал-полковника Людвіга Бека, члена, а згодом начальника генерального штаба сухопутних військ Франца Гальдера, та генерал-майора Ганса Остера, він зосередився на спостереженні за Гестапо та використовував свої тісні контакти з очільником берлінської поліції графом Вольф-Генріхом фон Гелльдорфом і керівником Управління кримінальної поліції Рейху Артуром Небе. Однак після Мюнхенської угоди від 29 вересня 1938 року план був скасований. Тим не менш, завдяки, зокрема, зусиллям Ґізевіуса, в Третьому Рейсі сформувалось коло Руху Опору. Так, встановились прямі зв'язки між Людвігом Беком, райхсміністром Ялмаром Шахтом, Ґізевіусом, очільником Абверу Вільгельмом Канарісом та Гансом Остером.

### Дипломатична та розвідницька служба, налагодження міжнародних зв'язків
У 1939 році із початком Другої світової війни за вказівкою Вільгельма Канаріса Ґізевіус був призначений зондерфюрером в Абвері. У жовтні 1940 року, як офіційний віце-консул та представник розвідки, він вирушив до Швейцарії, щоб налагодити міжнародні контакти для антигітлерівської фронди. Неофіційно робота Ґізевіуса полягала у контррозвідці діяльності агентів СД та в захисті інших членів німецького підпілля, які мали зв'язки у Швейцарії та яким часто загрожувала небезпека викриття від агентів та СД, що діяли у Швейцарії. У Швейцарії Ґізевіус підтримував контакти з церковними колами та противниками війни.
Ґізевіус, певним чином, був учасником опозиційних дій, які проводилися через Швейцарію. Восени 1942 року з ініціативи Ганса фон Донаньї, юриста, працівника Абверу та учасника Руху Опору і за підтримки Ганса Остера та Вільгельма Канаріса деяким берлінським євреям, яким загрожувала депортація, була дана можливість втекти до нейтральної Швейцарії. У зв'язку із цією операцією Ґізевіус вилучив гроші з секретного фонду, щоб внести депозити, які вимагала швейцарська влада.
Ґізевіус також був задіяний у «місії» німецького лютеранського пастора Дітріха Бонгеффера до Швеції, в ході якої передав мирні пропозиції учасників антинацистського опору, адресовані представникам Великої Британії та США, та інші зусилля німецьких Євангельської і Конфесійної Церков та їхні екуменічні контакти. Він також брав участь у написанні листа преподобного Ганса Асмуссена в 1942 році, який став основою для «визнання провини» Німецької євангельської церкви, проголошеної в Штутгарті в 1945 році.

### Контакт та співпраця з розвідкою США
У перші роки війни Ґізевіус був відкритим для зв'язку із представниками британської розвідки, але через підозри британської розвідки в тому, що він був подвійним агентом, співпраця не склалась.
Для німецького Опору можливість встановити контакт із розвідкою США з'явилась наприкінці 1942 року, коли до Швейцарії прибув Аллен Даллес — розвідник Управління стратегічних служб США. Контакт був встановлений через колегу Даллеса, Ґеро фон Шульца-Ґеверніца, який був німецького походження та дружив із Ґізевіусом. Даллес та Ґізевіус зустрічались доволі часто під час комендантської години в Берні або Цюріху. У лютому 1943 року Ґізевіус розкрив Даллесу деякі дані про програму виробництва ракет дальньої дії. Зокрема, він розповів, що такі ракети планувалось використовувати для атаки на Лондон, та, що вони виробляються десь у Померанії. Також у лютому 1943 року Ґізевіус повідомив Даллесу, що німецькій службі дешифрування вдалося зламати американський код.
Ґізевіус також інформував Даллеса про Рух Опору. З розвідданих, наданих Ґізевіусом, було ясно, що більшість німецької опозиції, але перш за все сили, об'єднані в активний рух опору, прагнули порозуміння з англійцями та американцями. Ґізевіус намагався переконати Даллеса, що Союзники мають виграти війну не тільки проти держав Осі, а й також проти більшовицької революції. Він був прибічником сепаратного миру між Німеччиною та Заходом після перевороту, в результаті якого планувалось усунути Гітлера від влади. Однак США не погодились на ці умови, вважаючи, що Рух Опору намагається розколоти Союзників.

### Участь в операції «Валькірія»
11 липня 1944 року Ґізевіус повернувся зі Швейцарії до Берліну після того, як йому повідомили, що на нього готувався замах. 12 липня він зустрівся із очільником поліції Берліна графом Вольф-Генріхом фон Гелльдорфом, від якого дізнався, що полковник Клаус Шенк фон Штауффенберг узяв на себе повне керівництво переворотом з метою усунення Гітлера, а також, що він перешкоджав контактам між Гелльдорфом, генерал-полковником Людвігом Беком, генералом Фрідріхом Ольбріхтом та дипломатом Вернером фон дер Шуленбургом. Він також дізнався, що Гелльдорфу не надали план дії поліції. Того ж дня Ґізевіус також зустрівся з деякими іншими учасниками змови проти Гітлера, Людвігом Беком та колишнім мером Лейпцига Карлом Герделером. Герделер повідомив Ґізевіусу, що був повністю ізольований від Штауффенберга. Пізніше Ґізевіус зустрічався із Штауффенбергом та обговорював позицію США щодо капітуляції Німеччини.
У день замаху на Гітлера, 20 липня 1944 року, Ґізевіус знаходився разом з іншими учасниками змови у будівлі «Бендерблок», в якій тоді розташовувалось Верховне командування Вермахту. Він намагався налагодити зв'язок між військовим міністерством і комендатурою поліції. Ґізевіус спочатку критично поставився до перших повідомлень, що Гітлер вижив після замаху. Деякий час він продовжував підбадьорювати змовників. Однак коли він прийшов до Гелльдорфа та Небе, то зрозумів, що переворот був провалений.
Після невдалого перевороту Ґізевіус майже півроку переховувався в Німеччині, допоки йому не вдалось втекти за допомогою Аллена Даллеса до Швейцарії 23 січня 1945 року.

### Свідчення на Нюрнберзькому процесі
У квітні 1946 року адвокати колишнього Міністра внутрішніх справ Вільгельма Фріка та райхсміністра Ялмара Шахта викликали Ґізевіуса свідком на Нюрнберзькому процесі. Під час перехресного допиту Головним прокурором від США Робертом Джексоном, Ґізевіус дав наступні свідчення. По-перше, він стверджував, що саме за наказом віце-фюрера Третього Рейху Германа Ґерінга було вбито німецького політика та суперника Гітлера в НСДАП Грегора Штрассера. По-друге, він зазначив, що Ернст Кальтенбруннер був набагато небезпечнішим головою Головного управління імперської безпеки ніж Райнгард Гейдріх. По-третє, за твердженням Ґізевіуса, начальник штабу Верховного головнокомандування збройними силами Німеччини Вільгельм Кейтель був повністю обізнаний про існування таборів смерті на сході.
Крім того, Ґізевіус стверджував, що за підпалом Рейхстагу в 1933 році стояли нацисти. Зокрема, він свідчив, що «Геббельс розмовляв з лідером берлінського штурмового загону Карлом Ернстом і також детально розповів, як можна було здійснити підпал. Була підібрана певна суміш, яку знає кожен любитель феєрверків. Ви розпилюєте її, і через певний час вона спалахує. Щоб потрапити до Рейхстагу, потрібен був коридор, який вів із Президентського палацу до Рейхстагу. Була підготовлена колона з десяти надійних бійців штурмового загону, і тепер Герінг був поінформований про всі деталі плану. Очікувалося, що Герінг — і він це підтримав — проінструктує поліцію на першому поверсі, що їх вивели на хибний слід. З самого початку вони хотіли звинуватити в цьому злочині комуністів». На питання Роберта Джексона, що сталось із десятьма бійцями штурмового загону, які підпалили Рейхстаг, Ґізевіус відповів, що, наскільки йому було відомо, жоден з них не вижив: більшість з них була вбита 30 червня 1934 року під час «Ночі довгих ножів», а один з них спочатку служив у поліції, однак пізніше загинув на східному фронті.
Ґізевіус також дав свідчення щодо «Ночі довгих ножів». Відповідно до його свідчень, під час тих подій не було ніякого путчу з боку керівника штурмових загонів Ернста Рема, а, насправді, відбувся путч Герінга-Гімлера. За його словами існувало протистояння між штурмовими загонами і Ремом з одного боку, та Герінгом і Гімлером — з іншого боку. Ґізевіус стверджував, що за кілька днів до 30 червня 1934 року штурмовиків відправили у відпустку, а 30 червня 1934 року лідерів штурмовиків запросили на зустріч із Гітлером в Бад-Вісзее, а на вокзалі їх затримали і погнали на розстріл.

### Подальше життя
У 1946 році Ґізевіус опублікував свої мемуари «До гіркого кінця» (нім. Bis zum bitteren Ende), в яких різко критикував офіцерів німецького Руху Опору і звинувачував Клауса Шенка фон Штауффенберга у схильності до соціалістичних поглядів та бажанні одностороннього припинення війни з Радянським Союзом. Однак ці мемуари не вважаються достовірним джерелом. З 1950 до 1955 року Ґізевіус проживав у Далласі, Техас, де працював у аналітичному центрі «Далласька рада зі світових справ» (англ. Dallas Council of World Affairs). Останні роки він проживав у західній Німеччині та Швейцарії. Ґізевіус помер 23 лютого 1974 року від серцевого нападу в Мюлльгаймі, Німеччина.

## Особисте життя
Дружиною Ґізевіуса була Ґєрда Ґізевіус-Воґ (до шлюбу Ґєрда Бруґш).

## Праці Ґізевіуса
- «До гіркого кінця», 1946 (нім. Bis zum bitteren Ende)
- «Адольф Гітлер. Біографія — спроба інтерпретації», 1963 (нім. Adolf Hitler. Eine Biographie – Versuch einer Deutung)
- «Де Небе? Спогади очільника гітлеровської кримінальної поліції», 1966 (нім. Wo ist Nebe? Erinnerungen an Hitlers Reichskriminaldirektor)
- «Початок кінця. Як це починалося з Вільгельма II», 1971 (нім. Der Anfang vom Ende. Wie es mit Wilhelm II. begann)

## В популярній культурі
У німецькому телефільмі 1970 року «Операція „Валькірія“» (нім. Operation Walküre) Ґізевіуса зіграв актор Ганс-Дітер Аснер.
В американському мінісеріалі 1988—1989 рр. «Війна та пам'ять» (англ. War and Remembrance) Ґізевіуса зіграв австрійський актор Гайнц Маречек.